# Дая-Ромине
Дая-Ромине (рум. Daia Română) — комуна у повіті Алба в Румунії. До складу комуни входить єдине село Дая-Ромине.
Комуна розташована на відстані 258 км на північний захід від Бухареста, 10 км на південний схід від Алба-Юлії, 85 км на південь від Клуж-Напоки.

## Населення
За даними перепису населення 2002 року у комуні проживали 3109 осіб.
Національний склад населення комуни:
| Національність | Кількість осіб | Відсоток |
| -------------- | -------------- | -------- |
| румуни         | 3103           | 99,8%    |
| цигани         | 5              | 0,2%     |

Рідною мовою назвали:
| Мова      | Кількість осіб | Відсоток |
| --------- | -------------- | -------- |
| румунська | 3103           | 99,8%    |
| циганська | 5              | 0,2%     |
| угорська  | 1              | < 0,1%   |

Склад населення комуни за віросповіданням:
| Релігія        | Кількість осіб | Відсоток |
| -------------- | -------------- | -------- |
| православні    | 2531           | 81,4%    |
| греко-католики | 227            | 7,3%     |
| п'ятдесятники  | 90             | 2,9%     |
| баптисти       | 34             | 1,1%     |
| римо-католики  | 5              | 0,2%     |
| реформати      | 5              | 0,2%     |
| не релігійні   | 3              | 0,1%     |

## Зовнішні посилання
- Дані про комуну Дая-Ромине на сайті Ghidul Primăriilor [Архівовано 16 січня 2013 у Wayback Machine.]